# La Bollène-Vésubie
La Bollène-Vésubie település Franciaországban, Alpes-Maritimes megyében. Lakosainak száma 659 fő (2022. január 1.). La Bollène-Vésubie Belvédère, Breil-sur-Roya, Lantosque, Moulinet, Roquebillière és Saorge községekkel határos.

## Népesség
A település népességének változása:
| Lakosok száma | 243  | 262  | 308  | 561  | 543  | 567  | 575  | 566  | 594  | 659  |
|               | 1968 | 1982 | 1990 | 2006 | 2013 | 2015 | 2017 | 2019 | 2020 | 2022 |